# Psychologismus
Psychologismus ist ein Lehrsystem, dem zufolge die Logik und/oder die Erkenntnistheorie auf empirische Gesetze der Psychologie reduziert werden können.

## Geschichte
Gegen Ende des 19. Jahrhunderts haben sich sowohl Psychologen als auch Philosophen für den Psychologismus ausgesprochen, einerseits im Rahmen der experimentellen Psychologie, andererseits der Lebensphilosophie. Schon im 18. Jahrhundert hatte der Empirist David Hume den Gedanken der Kausalität als bloße Denkgewohnheit aufgefasst: Kausalität ist kein objektives Naturgesetz, sondern es ist lediglich der menschliche Verstand dazu gezwungen anzunehmen, dass jede Wirkung eine Ursache habe. Dieser Zwang zur Annahme entsteht nach Hume aus bloßer Gewöhnung daran, dass der Mensch immer wieder gleichlaufende Ereignisse beobachtet. Der ähnlich eingestellte Utilitarismus, besonders John Stuart Mills mit seinem System der deduktiven und induktiven Logik, eröffnete 1843 die Kontroverse um die psychologistische Position. In der Logik gab es, vor allem im 19. Jahrhundert Betrachtungsweisen (z. B. bei Wilhelm Wundt, Ch. Sigwart, Theodor Lipps, B. Erdmann), die ebenfalls als Psychologismus bezeichnet werden. Ausgangspunkt des Psychologismus dieser Art war die Bestimmung der Logik als Wissenschaft vom Denken bzw. von den Formen des Denkens, das dabei ausschließlich als psychische Funktion und damit als Untersuchungsgegenstand der Psychologie betrachtet wurde. Die Logik wäre somit auf ein Teilgebiet der Psychologie oder zumindest als eine Abzweigung aus ihr reduziert.

## Kontroverse um Logik und Denkpsychologie
Die Kontroverse um den Psychologismus wird oft als ein Hauptthema in der Trennungsgeschichte von Philosophie und Psychologie gesehen. Sie ist vor allem mit den Namen Edmund Husserl und Wilhelm Wundt sowie der Würzburger Schule verbunden. Die wichtigste Kontroverse wurde um die Beziehungen zwischen Denkpsychologie und Logik geführt. Husserl war der Meinung, dass logische Begriffe, Wahrscheinlichkeit, Notwendigkeit, Grund und Folge, eigenständige und normative Kategorien sind. Er kritisierte scharf die Psychologisierung der Logik. Es käme hier nicht darauf an, wie der Verstand ist und denkt, sondern wie er im Denken verfahren sollte. Bereits beim Aufbau einer psychologischen Theorie müssten ja die Regeln der Logik vorausgesetzt werden. Wundt unterschied hier zwei Perspektiven: die Logik gilt normativ und universell, aber die Gesetze der Logik sind auch psychologisch zu beschreiben, ebenso wie jedes an ein Gehirn gebundene psychische Phänomen auch physiologisch beschrieben werden könnte. Aber beschreiben heißt noch nicht, dass es auf diese Weise auch erklärbar ist. Husserl unterstellte Wundt eine extreme Form des Psychologismus, während Wundt darzulegen versuchte, dass er den logischen Psychologismus rigoros ablehne und das logische Denken für die universelle Bindung des Denkens halte. Eine systematische Übersicht und Kritik der Positionen, die in den 1910er Jahren als psychologistisch galten, lieferte Willy Moog mit seiner 1919 entstandenen Habilitationsschrift.
Wie vielschichtig der Vorwurf des Psychologismus sein kann, zeigt das Beispiel von Viktor Frankl, der als scharfer Kritiker des Psychologismus hervortrat. Er wehrte sich vor allem gegen Sigmund Freud und dessen Atheismus und die Versuche, religiöse Phänomene als illusionäre Wunschbilder aufgrund des unerfüllbaren Bedürfnisses nach Leidensfreiheit und Glück zu erklären. Die psychoanalytische Forderung nach konsequenter Aufklärung des Menschen über seine psychische und unbewusste Natur könne zu einer Manie der Entlarvung und Demaskierung führen. Frankl lehnte die unbegrenzte Psychologisierung der innersten Überzeugungen ab und verlangte ein Anhalten vor dem „Echten“, dem Sinn und den Werten der Menschen. Frankl sprach von einer Entwertung des Menschlichen durch Freud, die in den Nihilismus und Zynismus führe. Dies würde zu einer Negation des Unbewussten führen und somit den mechanistischen Konzepten Tür und Tor öffnen.

## Philosophie der Psychologie und Psychologie der Philosophie
Das Verhältnis zwischen Philosophie und Psychologie scheint häufig als einseitige Abhängigkeit verstanden zu werden, so wie es der wissenschaftsgeschichtlichen Entwicklung und der Trennungsgeschichte entspricht. Der Begriff Philosophie der Psychologie ist geläufig, eine Psychologie der Philosophie ist – unter diesem Namen – unüblich. Psychologische Probleme des Philosophierens und – noch mehr – psychologische Kommentare zur Person und zum Werk einzelner Philosophen können Widerspruch, den Vorwurf eines fehlgeleiteten Psychologisierens und des Psychologismus provozieren.
Philosophische Ideen sind zweifellos auch als Überzeugungssysteme psychologisch analysierbar und im Kontext der psychosozialen Biographie und der Religion des Autors zu interpretieren. Wahrscheinlich wird es bei Philosophen und Psychologen ein breites Meinungsspektrum geben, wie fruchtbar diese Grenzüberschreitungen sein können. – Dass gerade phänomenologische Denker wie Edmund Husserl und Max Scheler den Psychologismus-Vorwurf äußerten, ist naheliegend, weil die phänomenologische Methode in ihrem Prozess und in ihren Ergebnissen, in ihrer behaupteten Freiheit von Theorien und Vorurteilen, zumindest Anlässe für kritische psychologische Kommentare bietet. Dies kann in wissenspsychologischer bzw. denkpsychologischer Hinsicht, u. a. zu kognitiven Stilen, Konzeptbildung, Urteilstendenzen usw. geschehen oder inhaltlich, z. B. hinsichtlich der oft einseitigen Vorannahmen und Menschenbilder.

## Kritik
Zeitgenössische Gegner des Psychologismus waren vor allem die Neukantianer durch den von ihnen behaupteten Apriorismus. Noch heftiger geriet die Gegenargumentation Gottlob Freges, der den Unterschied von subjektivem Vollzug des Denkens und objektivem Gehalt des Gedankens herausstellte – daher sein Logizismus.

## Belege
1. ↑  Vgl. Edmund Husserl: Philosophie als strenge Wissenschaft. Logos, Bd. 1, 1910/1911, S. 289–341.
2. ↑  Wilhelm Wundt: Psychologismus und Logizismus. Kleine Schriften. Band 1. Engelmann. Leipzig 1910, S. 511–634.
3. ↑  Willy Moog: Logik, Psychologie und Psychologismus. Halle: Niemeyer 1920 Moog